# پل تیبریوس

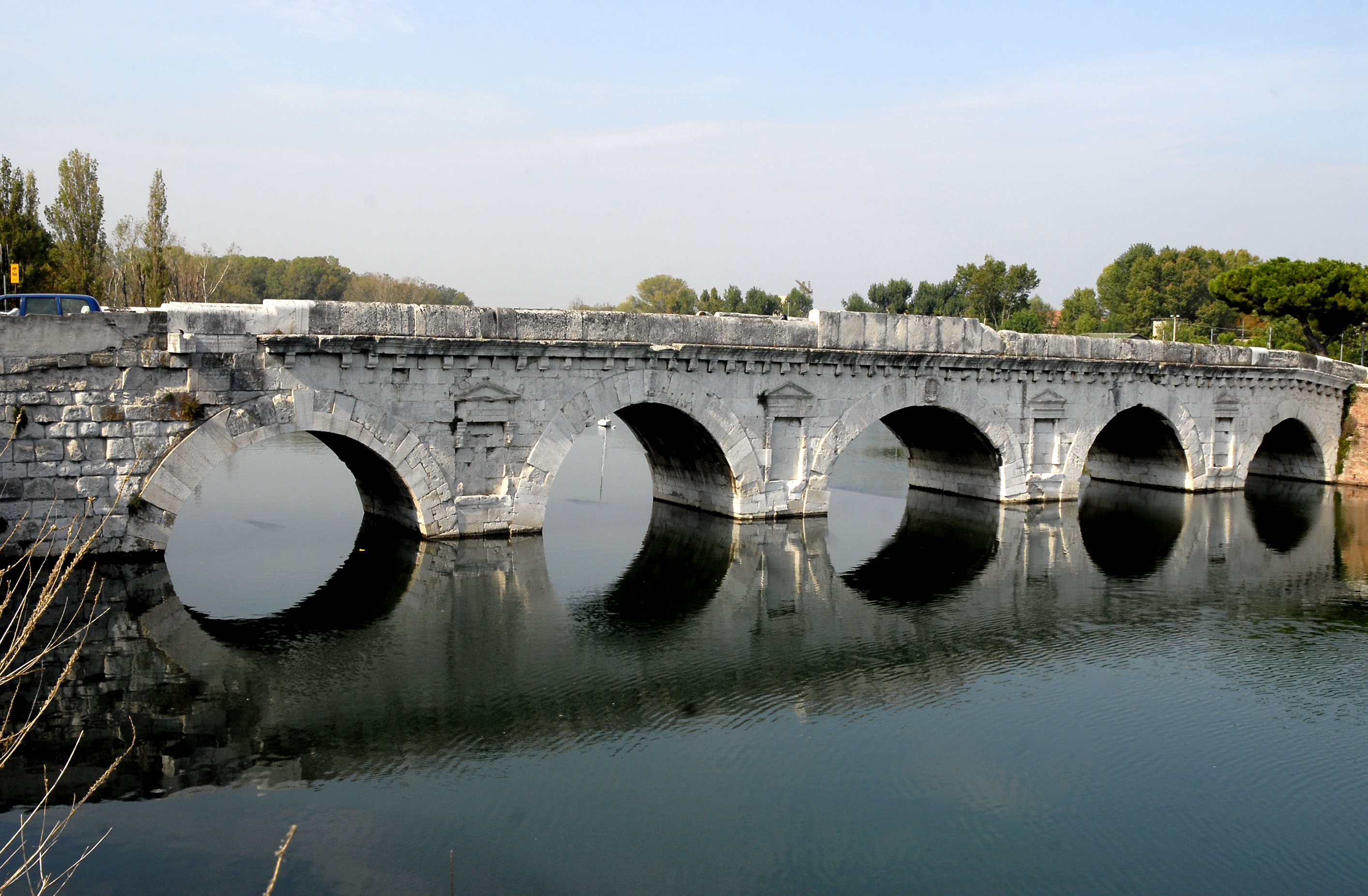
نمایی از پل تیبریوس

پل تیبریوس (به ایتالیایی: Ponte di Tiberio) یا پل آگوستوس (به ایتالیایی: Ponte d'Augusto، به لاتین: Pons Augustus) پلی رومی به طول ۶۲٬۶ و عرض ۸٬۶ متر در ریمینیِ ایتالیاست که بر روی رود مارکیا (در عهد باستان رود آریمینوس) کشیده شده‌است. کار ساخت این پل که از ۵ قوس نیم‌دایره‌ای‌شکل به قطر تقریبی ۸ متر تشکیل شده‌است در زمان حکومت آگوستوس آغاز و در دوران امپراتوری جانشینش تیبریوس در سال ۲۰ پس از میلاد به‌پایان رسید. در نتیجه، کتیبهٔ پل این سازه را «اهدایی از جانب هر دو امپراتور» معرفی کرده‌است.
پل تیبریوس تنها گذرگاهی بر روی رودخانهٔ مارکیا است که در طی عقب‌نشینی آلمان‌ها در نبرد ریمینی در جنگ جهانی دوم تخریب نشد و گفته می‌شود تمامی تلاش‌های آنان برای نابودی این پل، همچون تلاش در روشن‌کردن مواد منفجره و عدم اشتعال فتیلهٔ آن، با شکست روبه‌رو گردید.
پل تیبریوس امروزه نیز مورد استفادهٔ عابران پیاده و وسایل نقلیه قرار دارد و تنها وسایل نقلیهٔ سنگین اجازهٔ عبور از روی آن را ندارند.